# Classeya bicuspidalis
Classeya bicuspidalis là một loài bướm đêm trong họ Crambidae.